# خرشوف حوراني
الخرشوف الحوراني (باللاتينية: Cynara auranitica) نوع نباتي ينتمي إلى جنس الخرشوف من الفصيلة النجمية.
سمي هذا النوع نسبةً إلى منطقة حوران في سورية.

## الموئل والانتشار
موطنه بلاد الشام وتركيا.